# Mighty Flip Champs!
Mighty Flip Champs! est un jeu vidéo de Plates-formes et de réflexion développé et édité par WayForward Technologies, sorti en 2009 sur DSiWare et PlayStation Minis (PlayStation Portable).

## Accueil
- IGN : 8,5/10[1]